# 200 mètres féminin aux Jeux olympiques d'été de 1948 (athlétisme)
Navigation
Helsinki 1952
L'épreuve du 200 mètres féminin aux Jeux olympiques d'été de 1948 s'est déroulée le 5 et 6 août 1948 au Stade de Wembley à Londres, en Angleterre. Elle est remportée par la Néerlandaise Fanny Blankers-Koen.

## Faits marquants
33 concurrentes représentant 17 nations participent à l'épreuve.
La Néerlandaise Fanny Blankers-Koen, après sa victoire sur le 100 mètres, était favorite. De plus elle avait couru en 24 s 2 en cours de saison. La Sud-africaine Daphne Robb établit le meilleur temps des séries en 25 s 3, mais Blankers-Koen court en 24 s 3 en demi-finales. Lors de la finale, courue sur une piste détrempée, elle est placée à la corde, mais entre dans la ligne droite avec 3 m d'avance, pour franchir la ligne avec 7 m d'avance sur la Britannique Audrey Williamson. C'est de loin le plus gros écart jamais réalisé sur cette distance, tous Jeux confondus.
L'Américaine Audrey Patterson se classe 3e ; cependant, en 1975, un réexamen de la photo-finish montre qu'en réalité c'est l'Australienne Shirley Strickland qui aurait dû prendre le bronze.
Patterson est ainsi la première femme afro-américaine à remporter une médaille olympique, un jour avant qu'Alice Coachman ne remporte le titre olympique au saut en hauteur.

## Résultats

### Finale
| Rang               | Athlète             | Pays                   | Temps  | Note |
| ------------------ | ------------------- | ---------------------- | ------ | ---- |
| Médaille d'or      | Fanny Blankers-Koen | Pays-Bas               | 24 s 4 | OR   |
| Médaille d'argent  | Audrey Williamson   | Grande-Bretagne        | 25 s 1 |      |
| Médaille de bronze | Audrey Patterson    | États-Unis             | 25 s 2 |      |
| 4                  | Shirley Strickland  | Australie              | 25 s 3 | e    |
| 5                  | Margaret Walker     | Grande-Bretagne        | 25 s 6 | e    |
| 6                  | Daphne Robb         | Union d'Afrique du Sud | 25 s 7 | e    |

### Demi-finales
Les trois premières de chaque course passent en finale.
| Rang | Athlète                  | Pays            | Temps  | Note  |
| ---- | ------------------------ | --------------- | ------ | ----- |
| 1    | Fanny Blankers-Koen      | Pays-Bas        | 24 s 3 | Q, OR |
| 2    | Audrey Patterson         | États-Unis      | 25 s 0 | Q     |
| 3    | Margaret Walker          | Grande-Bretagne | 25 s 3 | Q     |
| 4    | Cynthia Thompson         | Jamaïque        |        |       |
| 5    | Rosine Faugouin          | France          |        |       |
| 6    | Joyce King               | Australie       |        |       |
| 7    | Phyllis Lightbourn-Jones | Bermudes        |        |       |

| Rang | Athlète            | Pays                   | Temps      | Note |
| ---- | ------------------ | ---------------------- | ---------- | ---- |
| 1    | Shirley Strickland | Australie              | 24 s 9 (w) | Q    |
| 1    | Audrey Williamson  | Grande-Bretagne        | 24 s 9     | Q    |
| 3    | Daphne Robb        | Union d'Afrique du Sud | 25 s 1     | Q    |
| 4    | Sylvia Cheeseman   | Grande-Bretagne        |            |      |
| 5    | Nel Karelse        | Pays-Bas               |            |      |
| 6    | Liliane Sprécher   | France                 |            |      |
| 7    | Elizabeth McKinnon | Australie              |            |      |

### Séries
Les deux premières de chaque série passent en demi-finales.
| Rang | Athlète             | Pays       | Temps  | Note  |
| ---- | ------------------- | ---------- | ------ | ----- |
| 1    | Fanny Blankers-Koen | Pays-Bas   | 25 s 7 | Q, OR |
| 2    | Liliane Sprécher    | France     | 26 s 0 | Q     |
| 3    | Mae Faggs           | États-Unis | 26 s 0 |       |
| 4    | Melânia Luz         | Brésil     | 26 s 6 | e     |
| 5    | Phyllis Edness      | Bermudes   |        |       |

| Rang | Athlète           | Pays            | Temps  | Note  |
| ---- | ----------------- | --------------- | ------ | ----- |
| 1    | Cynthia Thompson  | Jamaïque        | 25 s 6 | Q, OR |
| 2    | Sylvia Cheeseman  | Grande-Bretagne | 25 s 7 | Q     |
| 3    | Diane Foster      | Canada          | 26 s 1 |       |
| 4    | Helena de Menezes | Brésil          | 27 s 7 | e     |

| Rang | Athlète                  | Pays            | Temps  | Note |
| ---- | ------------------------ | --------------- | ------ | ---- |
| 1    | Joyce King               | Australie       | 25 s 9 | Q    |
| 2    | Phyllis Lightbourn-Jones | Bermudes        | 27 s 0 | Q    |
| 3    | Lucila Pini              | Brésil          | 27 s 6 |      |
| 4    | Marie-Thérèse Renard     | Belgique        | 28 s 5 | e    |
| —    | Olga Šicnerová           | Tchécoslovaquie |        | DNF  |

| Rang | Athlète            | Pays                   | Temps  | Note  |
| ---- | ------------------ | ---------------------- | ------ | ----- |
| 1    | Daphne Robb        | Union d'Afrique du Sud | 25 s 3 | Q, OR |
| 2    | Shirley Strickland | Australie              | 25 s 8 | Q     |
| 3    | Nell Jackson       | États-Unis             | 25 s 8 |       |
| 4    | Donna Gilmore      | Canada                 |        |       |
| 5    | Alma Butia         | Yougoslavie            |        |       |

| Rang | Athlète          | Pays            | Temps      | Note |
| ---- | ---------------- | --------------- | ---------- | ---- |
| 1    | Audrey Patterson | États-Unis      | 25 s 5 (w) | Q    |
| 2    | Margaret Walker  | Grande-Bretagne | 25 s 8     | Q    |
| 3    | Kathleen Russell | Jamaïque        | 26 s 3     |      |
| 4    | Ann-Britt Leyman | Suède           | 26 s 3     | e    |
| 5    | Tilly Decker     | Luxembourg      |            |      |
| 6    | Betty Kretschmer | Chili           |            |      |

| Rang | Athlète            | Pays      | Temps  | Note |
| ---- | ------------------ | --------- | ------ | ---- |
| 1    | Elizabeth McKinnon | Australie | 25 s 9 | Q    |
| 2    | Rosine Faugouin    | France    | 25 s 9 | Q    |
| 3    | Grietje de Jongh   | Pays-Bas  | 26 s 2 |      |
| 4    | Grete Pavlousek    | Autriche  |        |      |

| Rang | Athlète                   | Pays            | Temps  | Note |
| ---- | ------------------------- | --------------- | ------ | ---- |
| 1    | Audrey Williamson         | Grande-Bretagne | 25 s 4 | Q    |
| 2    | Nel Karelse               | Pays-Bas        | 26 s 0 | Q    |
| 3    | Millie Cheater            | Canada          | 26 s 4 |      |
| —    | Annegret Weller-Schneider | Chili           |        | DQ   |

## Légende
Records et Performances
- AR : Record continental (area record)
- CR : Record des championnats (championship record)
- MR : Record du meeting (meet record)
- NR : Record national (national record)
- OR : Record olympique (olympic record)
- PR : Record paralympique (paralympic record)
- PB : Record personnel (personal best)
- SB : Meilleure performance personnelle de la saison (season's best)
- WL : Meilleure performance mondiale de l'année (world leader)
- WJR : Record du monde junior (world junior record)
- WR : Record du monde (world record)

Circonstances et Conditions
- DNF : N'a pas terminé (did not finish)
- DNS : N'a pas pris le départ (did not start)
- DQ : Disqualification (disqualification)
- NM : Aucun essai valable enregistré (No Mark)
- Q : Qualifié « directement » au prochain tour (ou à la prochaine compétition), lors d'une compétition majeure, grâce au classement ou à la réalisation des minima (automatic qualifier)
- q : Qualifié au prochain tour (ou à la prochaine compétition), lors d'une compétition majeure, grâce au repêchage ou à la réalisation de l'une des meilleures performances parmi celles des « non qualifiés directement » (grâce au meilleur temps ou à la meilleure distance par exemple) (secondary qualifier)